# Scrittura iberica nordorientale

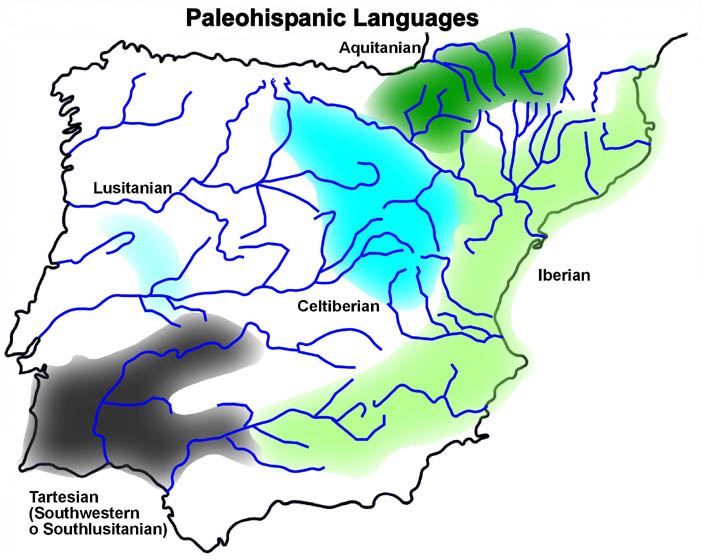
Lingue paleo-ispaniche.

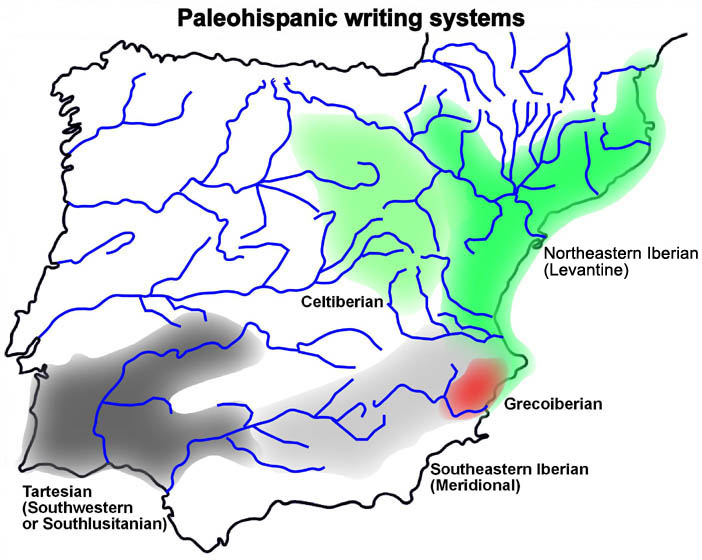
Scritture paleo-ispaniche.

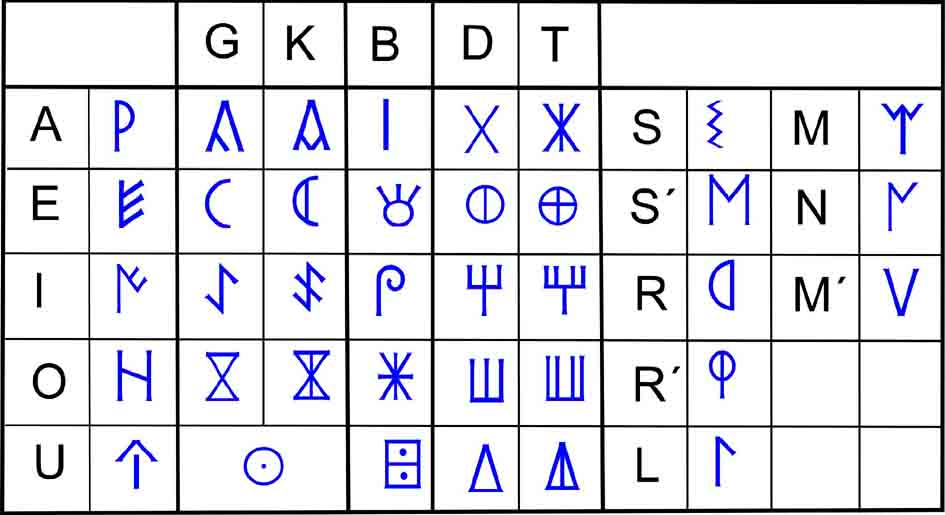
Scrittura iberica nordorientale duale (Adattato di Ferrer i Jané 2005).

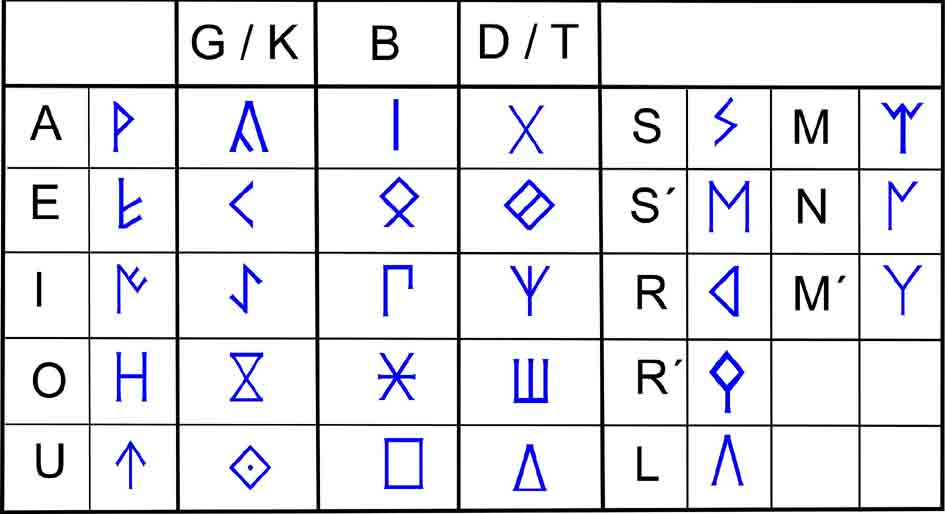
Scrittura iberica nordorientale non duale.

La scrittura iberica nordorientale o semplicemente  iberica, o levantina, è la scrittura paleo-ispanica più documentata. Le iscrizioni (95% sul totale) che usavano questa scrittura, sono in lingua iberica come in iberico sono quelle che utilizzavano la scrittura iberica sudorientale e l'alfabeto greco-iberico.
Si diffuse fra il V e il II secolo a.C. nel nord-est della penisola iberica (nelle attuali regioni di Aragona, Comunità Valenciana, Catalogna) e nel sud-est francese (parte dell'attuale Occitania). Attorno alla metà del III secolo a.C., e cioè alla vigilia dell'invasione punica, era indiscutibilmente la scrittura più utilizzata nella penisola iberica. Dopo la conquista romana dell'Hispania (a cavallo fra il III e il II secolo a.C.) l'alfabeto iberico continuò ad essere usato, insieme a quello latino, fino alle soglie dell'era volgare. 
Fu decifrata per la prima volta negli anni venti del Novecento (1922) da Manuel Gómez-Moreno. Attualmente sono note circa milleottocento iscrizioni in questa scrittura.

## Storia e diffusione
La scrittura iberica nordorientale fu originata, seconda la maggior parte degli studiosi, dall'alfabeto fenicio, anche se, nel corso del proprio sviluppo, ricevette una certa influenza anche da quello greco. Assolutamente minoritaria è la tesi secondo cui la scrittura iberica nordorientale sia stata una naturale evoluzione della scrittura iberica sudorientale, molto simile alla scrittura del Sud-Ovest o tartessica.
La scrittura iberica nordorientale si diffuse fra il V e il II secolo a.C. nel nord-est della Penisola iberica (nelle attuali regioni di Aragona, Comunità Valenciana, Catalogna) e nel sud-est francese (parte dell'attuale Occitania). Attorno alla metà del III secolo a.C., e cioè alla vigilia dell'invasione punica, era indiscutibilmente la scrittura più utilizzata nella Penisola Iberica. Dopo la conquista romana dell'Hispania (a cavallo fra il III e il II secolo a.C.) l'alfabeto iberico continuò ad essere usato, insieme a quello latino, fino alle soglie dell'era volgare. Ne fanno fede:
- Le numerose iscrizioni venute alla luce e risalenti al II ed al I secolo a.C.)
- Alcune monetazioni di età romana, fra cui quelle di Iacca (125 a.C.-72 a.C.) e di Osca
- I numerosi riferimenti degli storici e geografi del tempo, e in primo luogo di Strabone, che nel suo capolavoro mise in evidenza la vitalità (e la varietà) degli idiomi e delle scritture iberiche nell'Hispania di età augustea[1]

La scrittura iberica nordorientale  fu adattata, attorno al III secolo a.C., alla lingua celtiberica (Scrittura celtiberica o celtibera)

## Caratteristiche
A differenza di altri alfabeti e sistemi di scrittura, la scrittura iberica nord-orientale si componeva anche di segni rappresentanti suoni sillabici. Ma, a differenza dei sillabari, erano presenti in essa anche dei segni rappresentanti vocali e consonanti.
Le cinque vocali, a, e, i, o, u, erano rappresentate da segni specifici, come anche le consonanti l, m, n, r, s. Per la r , la s e la m erano stati predisposti due caratteri: r / r´ , s / s´ e m / m´. Le sillabe labiale ba, be, bi, bo, bu, le dentale ta, te, ti, to, tu, e le velare ka, ke, ki, ko, ku erano espresse da lettere specifiche.
A differenza delle altre scritture paleoispaniche, la scrittura iberica nordorientale veniva scritta da sinistra verso destra. Secondo alcuni studiosi, tale caratteristica era forse dovuta all'influenza del sistema alfabetico greco-ionico, scritto anch'esso da sinistra verso destra.

## Varietà
La scrittura iberica nordorientale si articolava in due varietà principali:
- Duale (principalmente fra il V e la prima metà del III secolo a.C.): differenziava i segni sillabici, che rappresentavano le occlusive sorde, dai segni sillabici che rappresentavano le occlusive sonore (es: GA≠KA).
- Non duale (principalmente a partire dalla seconda metà del III secolo a.C.). Non differenziava i segni sillabici che rappresentavano le occlusive sorde dai segni sillabici che rappresentavano le occlusive sonore. (es: GA=KA).